# Порумбеній-Марі
Порумбеній-Марі (рум. Porumbenii Mari) — село у повіті Харгіта в Румунії. Адміністративний центр комуни Порумбень.
Село розташоване на відстані 217 км на північ від Бухареста, 53 км на захід від М'єркуря-Чука, 129 км на південний схід від Клуж-Напоки, 78 км на північний захід від Брашова.

## Населення
За даними перепису населення 2002 року у селі проживали 1140 осіб, з них 1133 особи (99,4%) угорців. Рідною мовою 1138 осіб (99,8%) назвали угорську.